# Dravh
Dravh (1547 mnm) je eden izmed štirih lahko dostopnih vrhov, ki obrkožajo Soriško planino. Nahaja se nad južno stranjo smučišča.